# Araphor
En el universo imaginario de J. R. R. Tolkien y en los Apéndices de la Novela El Señor de los Anillos, Araphor es el Noveno Rey de Arthedain. Es hijo de Arveleg I y nació en Fornost en el año 1391 de la Tercera Edad del Sol. Su nombre es Sindarin y puede traducirse como "Puño Real".
En el año 1409 T. E. a los 18 años de edad se ve obligado a suceder a su padre, puesto que este muere en el ataque del Rey Brujo a Amon Sûl y a Cardolan. 
El joven rey, con la ayuda de Círdan, rechaza al enemigo cuando este, victorioso en el sur, intenta controlar las Quebradas del Norte y atacar Fornost. 
Durante su reinado, Elrond, con la ayuda de tropas venidas de Lothlórien y con los elfos de Lindon, dieron un gran golpe contra Angmar, sometiéndola por muchos años, lo que trajo de nuevo la paz a Arthedain.
Durante ese mismo tiempo un grupo de hobbits de la rama de los Fuertes que vivían en las tierras de El Ángulo cruzaron las Montañas Nubladas y se instalaron en las cercanías de los Campos Gladios; estos fueron los antecesores de Gollum.
Tras 180 años de reinado y 198 de vida, Araphor muere en el año 1589 T. E.. Es sucedido por su hijo Argeleb II.